# Fabio Semenzato

a Compétitions nationales et continentales officielles uniquement.

b Matchs officiels uniquement.
Dernière mise à jour le 5 juin 2020.
Fabio Semenzato, né le 6 mai 1986 à Trévise, est un joueur italien de rugby à XV evoluant au poste de demi de mêlée avec l'équipe d'Italie et avec le Benetton Trévise .

## Carrière

### En club
Fabio Semenzato a été formé au Benetton Trévise.
Depuis 2006 : Benetton Trévise 

### En sélection nationale
- Il honore sa première cape internationale en équipe d'Italie le 12 février 2011 au Stade de Twickenham par une défaite 59-13 contre l'équipe d'Angleterre.

## Palmarès

### En club
- Il remporte le titre de champion d'Italie en 2006, 2007, 2009 et 2010 avec le Benetton Trévise.

### En sélection nationale
- 12 sélections depuis 2011.
- 5 points (1 essai).
- sélections par année : 8 en 2011, 4 en 2012
- Tournois des Six Nations disputés : 2011, 2012,

- En coupe du monde :
  - 2011 : 3 sélections (Irlande, États-Unis, Australie)